# Mistrzostwa Świata w Narciarstwie Klasycznym 2027
Ten artykuł dotyczy przyszłego wydarzenia sportowego. Informacje w nim zawarte zmienią się w przyszłości.
Mistrzostwa Świata w Narciarstwie Klasycznym 2027 – zawody sportowe, które odbędą się zimą 2027 roku w Falun.
Falun było jedyną kandydaturą do zorganizowania Mistrzostw Świata w Narciarstwie Klasycznym 2027. Szwedzka miejscowość gościła wcześniej czterokrotnie mistrzostwa świata w narciarstwie klasycznym - w 1954, 1974, 1993 i 2015 roku.
Decyzja o wyborze miasta, które zorganizuje mistrzostwa, została ogłoszona 25 maja 2022 na Kongresie FIS w Mediolanie.